# الكسندر باس
الكسندر باس (بالعبرية: אלכס בס‏) هو لاعب كرة الريشة إسرائيلي، ولد في 1988.

## وصلات خارجية
- الكسندر باس على موقع BWF.tournamentsoftware.com (الإنجليزية)
- الكسندر باس على موقع BWFbadminton.com (الإنجليزية)